# لوئی تستولا
لوئی تستولا (فرانسوی: Louis Testelin‎; 1615 – ۱۸ اوت ۱۶۶۵) نقاش اهل فرانسه بود.
تستولا در پاریس به‌دنیا آمد، پدرش ژیل تستولا، نقاش پادشاه لوئی سیزدهم و آنری تستولا برادر کوچکتر وی منشی آکادمی سلطنتی نقاشی و مجسمه‌سازی بود. خانواده او پروتستان بودند و لوئی تا پایان عمرش چنین ماند، اگرچه این مانعی در کار او ایجاد نکرد - او برای آن اتریش نقاشی کرد و از چندین صومعه در پاریس سفارش‌ها را پذیرفت.